# Hazarhan Karaca
Hazarhan Karaca (* 12. September 1999 in Bursa) ist ein türkischer Fußballspieler.

## Karriere
Er begann mit dem Fußball in der Infrastruktur von Bursaspor. Während er hier spielte, wurde er in die U19-Nationalmannschaft berufen. 2018 unterschrieb er seinen ersten Profivertrag beim Bugsaşspor. Sein Debüt gab er am 22. September 2018 mit dem Bugsaşspor-Trikot gegen Pendikspor. Nach zweieinhalb Spielzeiten wechselte er zu Belediye Kütahyaspor. Nach einer halben Saison wechselte er zu Şile Yıldızspor und spielte hier für eine Saison. Er unterschrieb in der Sommertransfersaison 2022 einen Vertrag bei Kocaelispor.